# Centaurea emigrantis
Centaurea emigrantis — вид квіткових рослин айстрових (Asteraceae). Ендемік пн.-сх. Іспанії.